# Arnasco
Arnasco (en ligur Arnascho o Arnasco) és un comune italià, situat a la regió de la Ligúria i a la província de Savona. El 2015 tenia 645 habitants.

## Geografia
Té una superfície de 6,09 km² i les frazioni de Bezzo i Menosio. Limita amb Albenga, Castelbianco, Cisano sul Neva, Ortovero, Vendone i Zuccarello.

## Evolució demogràfica
| Gràfica d'evolució de Arnasco entre 1861 i 2011 |
|                                                 |
| Font: ISTAT                                     |